# Iwan Hontschar

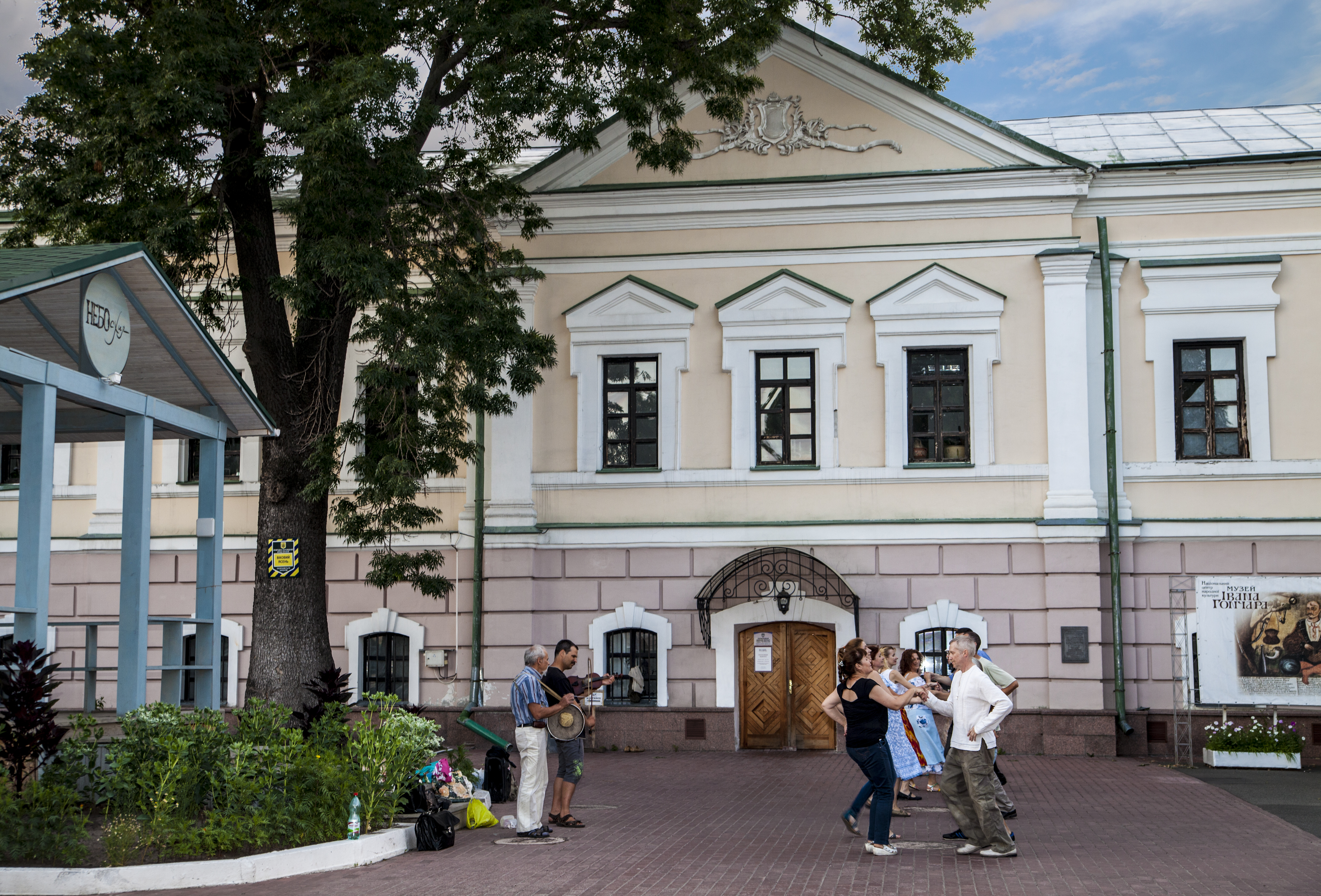
Iwan-Hontschar-Museum Kiew

Iwan Makarowytsch Hontschar (ukrainisch Іва́н Мака́рович Гонча́р) (* 27. Januar 1911 in Lypjanka (Rajon Schpola, Oblast Tscherkassy); † 18. Juni 1993 in Kiew) war ein ukrainischer Bildhauer, Grafiker, Maler, Ethnograph und Gründer des Kiewer Völkerkundlichen Museums.
Iwan Hontschar entstammte einer kinderreichen Bauernfamilie, als einer von acht Kindern.
1927 besuchte sein Heimatdorf der Musiker und Völkerkundler Maksim Korostasch, der die Begabung des Dorfjungen erkannte, ihm den Besuch der Kiewer Kunsthandwerksschule ermöglichte und ihn in seiner Wohnung beherbergte. Hontschar traf dort den Musikwissenschaftler Kliment Kwitka und die Schriftstellerin Olena Ptschilka. Er absolvierte 1930 die Kunsthandwerkschule. 1931 bis 1936 besuchte er das Kiewer Institut für Landwirtschaftliche Chemie und Ackerbodenkunde.
Während des Zweiten Weltkriegs wurde er zum Militärdienst berufen und kam mit der Roten Armee bis nach Berlin. Nach dem Kriegsdienst kam er nach Wien, wo er an der Akademie der bildenden Künste Wien sein Studium fortsetzte. Er besuchte auch einige Kunstzentren Europas.
Zurück in Kiew beschäftigte er sich mit der Tafel- und Wandmalerei.
Hontschar sammelte Werke der ukrainischen Volkskunst und gründete das erste in der UdSSR private Volkskunstmuseum im Gebäude, das auf einem vom Bund der Künstler der Ukrainischen Sowjetrepublik bereitgestelltem Grundstück unweit der Kiewo-Petscherska Lawra errichtet wurde. Die Sammlung umfasste etwa sieben Tausend Exponate und zwanzigtausend dokumentarische Lichtbilder. Das Museum wurde 1959 eröffnet. Der Erfolg Hontschars brachte ihm eifersüchtige Feinde. Er selbst und sein Museum wurden vielfach angegriffen, das Werkstattgebäude im Hof in den Brand gesetzt. An der Hasskampagne nahm auch der Parteichef Petro Schelest teil. 1972 wurde Hontschar gezwungen, die Sammlungen den staatlichen Museen zu übergeben. Ihm wurde die Mitgliedschaft an der Kommunistischen Partei aberkannt, was den Verlust staatlicher Aufträge bedeutete.
Hontschar wurde 1960 mit dem Titel des Verdienten Tatmenschen der Künste, 1991 mit dem Titel des Nationalen Künstlers der Ukrainischen Sowjetrepublik und 1989 mit dem Staatlichen Taras-Schewtschenko-Preis ausgezeichnet.

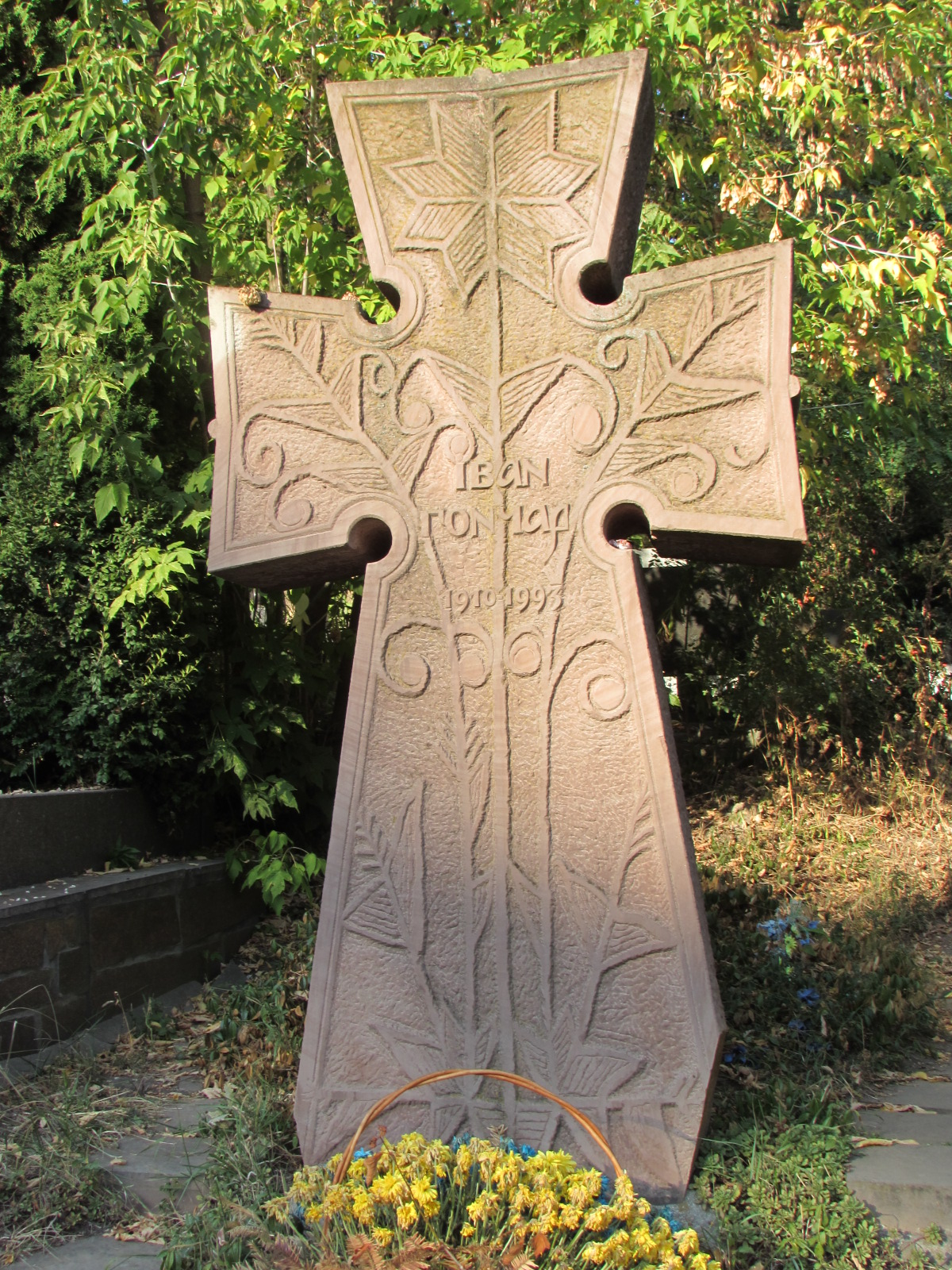
Grab von Iwan Hontschar auf dem Baikowe-Friedhof

Hontschar schuf zahlreiche Denkmalskulpturen und malte Porträts bedeutender Persönlichkeiten der Ukraine sowie Bilder über ukrainische Folklore.
Hontschar starb in Folge von Leukämie in Theophania, einem Vorort von Kiew und wurde auf dem Baikowe-Friedhof bestattet. Nach seinem Tod wurde das von ihm gegründete Museum verstaatlicht und auf dessen Basis das Museum seines Namens gegründet.
Da Hontschar formell ledig geblieben war, adoptierte er den Sohn seines Bruders, Petro Hontschar, der jetzt den Posten des Direktors des Iwan-Hontschar-Museums bekleidet.